# A Dnyeszter Menti Köztársaság miniszterelnökeinek listája
Ez a lista az el nem ismert Dnyeszter Menti Köztársaság miniszterelnökeit tartalmazza.

## Miniszterelnökök
- Az ideiglenes miniszterelnököket dőlt betűk jelölik.

| Portré                                                                               | Név                                        | Hivatal kezdete     | Hivatal vége       | Elnök                                              |
| ------------------------------------------------------------------------------------ | ------------------------------------------ | ------------------- | ------------------ | -------------------------------------------------- |
|                                                                                      | Sztanyiszlav Ivanovics Moroz (1938–2013)   | 1990. szeptember 3. | 1990. december 9.  | Igor Nyikolajevics Szmirnov (1990–2011)            |
| A miniszterelnöki beosztást 1990. december 9. és 2012. január 18. között eltörölték. |                                            |                     |                    | Igor Nyikolajevics Szmirnov (1990–2011)            |
|                                                                                      | Pjotr Petrovics Sztyepanov (1959–)         | 2012. január 18.    | 2013. július 10    | Jevgenyij Vasziljevics Sevcsuk (2011–2016)         |
|                                                                                      | Tyetyana Mihajlivna Turanszka (1972–)      | 2013. július 10     | 2015. október 13.  | Jevgenyij Vasziljevics Sevcsuk (2011–2016)         |
|                                                                                      | Majja Ivanovna Parnasz (1974–)             | 2015. október 13.   | 2015. november 30. | Jevgenyij Vasziljevics Sevcsuk (2011–2016)         |
|                                                                                      | Tyetyana Mihajlivna Turanszka (1972–)      | 2015. november 30.  | 2015. december 2.  | Jevgenyij Vasziljevics Sevcsuk (2011–2016)         |
|                                                                                      | Majja Ivanovna Parnasz (1974–)             | 2015. december 2.   | 2015. december 23. | Jevgenyij Vasziljevics Sevcsuk (2011–2016)         |
|                                                                                      | Pavel Nyikolajevics Prokugyin (1966–)      | 2015. december 23.  | 2016. december 17. | Jevgenyij Vasziljevics Sevcsuk (2011–2016)         |
|                                                                                      | Alekszandr Martinov (1981–)                | 2016. december 17.  | 2022. május 30.    | Vagyim Nyikolajevics Krasznoszelszkij (2016–jelen) |
|                                                                                      | Alekszandr Nyikolajevics Rozenberg (1967–) | 2022. május 30.     | hivatalban         | Vagyim Nyikolajevics Krasznoszelszkij (2016–jelen) |